# Markus Maria Enggist
Markus Maria Enggist (* 1974 in Bern) ist ein Schweizer Schauspieler und Liedermacher.

## Leben
Enggist ist der Sohn einer österreichischen Mutter und eines schweizerischen Vaters. Dadurch ist er auf der Bühne bekannt sowohl für wienerisch dargebotenen Austropop als auch für berndeutsches Schauspiel.
2006 und 2007 spielte er die Hauptrolle in Dällebach Kari im Theater Gurten. Das Stück feierte mit 30'000 Besuchern in 50 ausverkauften Aufführungen einen grossen Erfolg.
2009 veröffentlichte Enggist sein Debüt-Album Wirklich.
2010 eröffnete er gemeinsam mit Livia Anne Richard, Annemarie Morgenegg, Fredi Stettler und Hank Shizzoe im Berner Mattequartier das Theater Matte, in dem er seither als Theaterleiter, Autor, Regisseur und Schauspieler aktiv ist.
2019 erschien das bisher letzte Album, Die Dingsdas und die anderen. Es enthält Lieder und Musik für Kinder auf Berndeutsch. Die Musik wurde für verschiedene Theaterstücke für Familien geschrieben und nun gesammelt veröffentlicht.
2021 übernahm er als Intendant die künstlerische Leitung des Theaters Matte in Bern.

## Theater

### Hauptrollen (Auswahl)
- 1992: Alpenrosentango, Theater Die Tonne
- 1998: Die Wirtin Mirandolina, Berner Theater Company
- 1998: Der Franzose im Ybrig, Freilichttheater Moosegg
- 2000: Die Vögel, Freilichttheater Moosegg
- 2000: Scherz, List & Rache, Berner Theater Company
- 2002: Ein Engel kommt nach Babylon, Theater Gurten
- 2005: Love Letters, LART-Theaterproduktionen
- 2006–2007: Dällebach Kari, Theater Gurten
- 2008: Von Mäusen und Menschen, Theater Gurten
- 2009: Die Zoogeschichte, LART-Theaterproduktionen
- 2011: Butterbrot, Theater Matte
- 2012: Holzers Peepshow, Theater Gurten
- 2014: Im Keller, Theater Matte
- 2015–2022: Dr Muuwurf mit em Gagi ufem Chopf, Theater Matte & Tournee
- 2016: Die Nashörner, Theater Gurten
- 2017: Die Grönholm-Methode, Theater Matte
- 2017–2023: Das kleine Ich bin ich, Theater Matte & Tournee
- 2018: Hinter der Lüge, Theater Matte
- 2018: Zwei Mal Hohler, Theater Matte
- 2019: Fünf Einakter von Tschechow, Theater Matte
- 2019–2022: So ein Dingsda, da!, Theater Matte & Tournee
- 2021: Die Physiker, Theater Matte
- 2022: Momentum, Theater Matte
- 2024: Biografie: Ein Spiel, Theater Matte

### Regiearbeiten
- 2002: Eine phantastische Nacht, Junkere Bühni Schwarzenburg
- 2003: Mörderkarussell, LART-Theaterproduktionen
- 2004: Sonny Boys, LART-Theaterproduktionen
- 2007: Zwei waagerecht, enggist-Theaterproduktionen
- 2011: Nabelschnüre, in Zusammenarbeit mit Livia Anne Richard, Theater Matte
- 2018: Indien, Theater Matte, Bern
- 2020: Arthur & Claire, Theater Matte, Bern
- 2022: Alles ohne mich Uraufführung, Theater Matte, Bern
- 2023: Vier Stern Stunden, Theater Matte, Bern
- 2023: Schwanengesänge Deutschsprachige Erstaufführung, Theater Matte, Bern

## Musikalische Bühnenprogramme
- 2007–2009: Fraktion Bunter Abend, gemeinsam mit Markus Traber und Dänu Brüggemann
- 2009–2010: Herrenrunde mit Dame, gemeinsam mit Markus Traber, Lisa Catena und Dänu Brüggemann
- 2009–2012: Wirklich-Tour, begleitet durch Hank Shizzoe und Marc Rossier
- 2010–2011: Kriminalgschicht, von Mani Matter, Fritz Widmer und Jacob Stickelberger, gemeinsam mit Hank Shizzoe, Christine Lauterburg und Michel Poffet
- 2010–2013: 3satz, gemeinsam mit Lisa Catena und Dänu Brüggemann
- 2012–2015: Bleib steh’n-Tour, begleitet durch Hank Shizzoe, Stefan W. Müller, Michel Poffet und Samuel Baur
- 2015: Halbi Schueh (Solo)
- 2016–2024: Kriminalgschicht, von Mani Matter, Fritz Widmer und Jacob Stickelberger, gemeinsam mit Hank Shizzoe, Christine Lauterburg und Michel Poffet

## Filmografie
- 2011: Adagio (Film Case Study No. 3) (Kurzfilm)

## Diskografie
- 2009: Wirklich (Album)
- 2012: Bleib steh’n (Album)
- 2013: Schickeria (EP)
- 2015: Halbi Schueh (Album)
- 2015: Sommer (Single)
- 2018: Abefahre (Single)
- 2019: Die Dingsdas und die anderen (Album)